# Edmund Kołodziejczyk
Edmund Kołodziejczyk (ur. 31 sierpnia 1888 w Wadowicach, zm. 24 maja 1915 w Surochowie nad Sanem) – krakowski bibliograf, nauczyciel.

## Życiorys
Był synem (jednym z pięciorga dzieci) kuśnierza wadowickiego Franciszka i Salomei z domu Dura. Ukończył gimnazjum w Wadowicach, studiował filologię polska na Uniwersytecie Jagiellońskim; dyplomu doktorskiego na tej uczelni nie uzyskał, prawdopodobnie nie udało mu się też złożyć z powodzeniem egzaminów nauczycielskich. W latach 1913–1914 pracował jako zastępca nauczyciela języka polskiego i łacińskiego w c. k. Gimnazjum Realnym (IV.) w Krakowie.
Zajmował się historią słowianoznawstwa, publikował na ten temat w "Ludzie" liczne teksty, m.in. przyczynki etnograficzne (Zwyczaje, obrządki, zagadki i pieśni ludu kaliskiego w okolicach Wielunia, 1909; Z Andrychowa. Luźne notatki, 1910). Autor cenionej Bibliografii słowianoznawstwa polskiego, wydanej przez Akademię Umiejętności w roku 1911. Praca ta rejestruje 4893 pozycji opublikowanych w latach 1800–1908. Autor uporządkował materiał, dzieląc go na trzy zasadnicze grupy Słowian, a każdą z tych grup podzielił na działy, wśród których figuruje m.in. etnografia. Również w 1911 na łamach pisma "Ziemia" ogłosił Bibliografię prac o Kaszubach.
Był współzałożycielem Towarzystwa Słowiańskiego w Krakowie oraz członkiem Towarzystwa Ludoznawczego we Lwowie. Powołany do wojska po wybuchu I wojny światowej, jako kadet-aspirant c. i k. Pułku Piechoty Nr 56. Poległ 24 maja 1915 pod Surochowem koło Radymna.